# نابيس

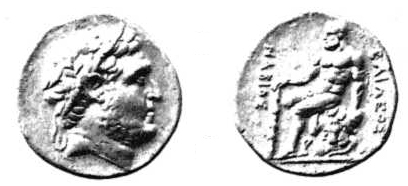
عملة منقوش عليها نابيس ملك إسبارطة زاعماً فيها أنه الملك.

  نابيس (باليونانية:Νάβις) كان حاكم أسبرطة من 207 ق. م إلي 192 ق.م، خلال السنين الأولى من الحرب المقدونية الأولى والحرب المقدونية الثانية و مُسمي «الحرب ضد نابيس -- War against Nabis» ضده. وذلك بعد تمكنه من الحكم عن طريق إعدام 2 من المُطالبين بالعرش، ومن ثم بدء إعادة البناء لقوة إسبرطة. في خلال الحرب المقدونية الثانية، إنضم إلى جانب الملك فيليب الخامس ملك مقدونيا وفي المقابل حصل علي مدينة آرغوس. علي أية حال، حينما بدأت الحرب تتحرك ضد المقدونيين، لجأ إلي الرومان بعد الحرب، الرومان بإيحاء من اتحاد آخاين هاجموا نابيس وهزموه في «الحرب ضد نابيس». ومن ثم تم اغتياله في 192 ق.م بواسطة الرابطة الأيتوليةK كان نابيس آخر حاكم مستقل لإسبرطة. ويمثل حكمه المرحلة الأخيرة في الإصلاح الإسبرطي.